# Britisch-indische Round-Table-Konferenzen in London
Die britisch-indischen Round-Table-Konferenzen in London (1930–1932) waren eine Reihe von drei Konferenzen am runden Tisch, die von der britischen Regierung einberufen wurden, um sich mit der künftigen Verfassung Indiens zu befassen. Die Konferenz resultierte aus einer Überprüfung des Government of India Act von 1919, die 1927 von der Simon-Kommission vorgenommen wurde, deren Bericht 1930 veröffentlicht wurde. Deren Plan lehnte eine Zentralregierung ab und „[verschob] auch die Idee eines bundesstaatlichen Indien in eine ferne und unbestimmte Zukunft […] Keine der größeren Parteien [kam] mit einem bestimmten Plan auf die Konferenz, sondern nur mit Forderungen, die miteinander in Widerspruch standen“ (Aga Khan III., Memoiren). Bei ihrer Eröffnungssitzung im Oberhaus führte König Georg V. den Vorsitz.

## Erste Konferenz (November 1930–Januar 1931)
An der ersten Konferenz (12. November 1930–19. Januar 1931) nahmen 73 Vertreter aus allen indischen Einzelstaaten und allen Parteien mit Ausnahme des Kongresspartei teil, die eine Kampagne der Nichtkooperation (bzw. Kampagne des zivilen Ungehorsams) gegen die Regierung führte. Bei der Auswahl der indischen Kongressteilnehmer war die britische Regierung unter dem Labour-Premierminister Ramsay MacDonald bemüht gewesen, möglichst viele gesellschaftliche Gruppen mit einzubeziehen.
König Georg V. sagte in seiner Eröffnungsrede zur ersten Konferenz:

“I shall follow the course of your proceedings […] with the closest and most sympathetic interest, not indeed without anxiety but with a greater confidence. The material conditions which surround the lives of my subjects in India affect me dearly, and will be ever present in my thoughts during your forthcoming deliberations. I have also in mind the just claims of majorities and minorities, of men and women, of town dwellers and tillers of the soil, of landlords and tenants, of the strong and the weak, of the rich and poor, of the races, castes and creeds of which the body politic is composed. For those things I care deeply. I cannot doubt that the true foundation of self-government is in the fusion of such divergent claims into mutual obligations and in their recognition and fulfillment.”

„Ich werde dem Verlauf Ihrer Verhandlungen […] mit dem größten und teilnahmsvollsten Interesse folgen, zwar nicht ganz ohne Besorgnis, aber mit einer größeren Zuversicht. Die materiellen Verhältnisse, in denen meine Untertanen in Indien leben, berühren mich sehr, und werden in meinen Gedanken während Ihrer bevorstehenden Beratungen immer gegenwärtig sein. Ich denke auch an die gerechten Ansprüche von Mehrheiten und Minderheiten, von Männern und Frauen, von Stadtbewohnern und Ackerbauern, von Landbesitzern und Pächtern, der Starken und Schwachen, der Reichen und Armen, der Völker, Kasten und Glaubensrichtungen, aus denen der politische Körper zusammengesetzt ist. Alle dies liegt mir sehr am Herzen. Ich zweifle nicht, dass die wahre Grundlage der Selbstregierung die Verschmelzung solch unterschiedlicher Ansprüche in gegenseitige Verpflichtungen ist und ihre Anerkennung und Erfüllung.“

Die konkreten Ergebnisse der ersten Konferenz waren letztlich minimal. Es wurden einige administrative Reformen beschlossen und man einigte sich grundsätzlich, dass das künftige Indien eine Föderation sein solle. Der Dominion-Status für Indien wurde als Ziel proklamiert, ohne dass dazu ein konkreter Zeit- oder Handlungsplan beschlossen wurde. In Indien ging die Kampagne des zivilen Ungehorsames ungebremst weiter.

## Zweite Konferenz (September–Dezember 1931)

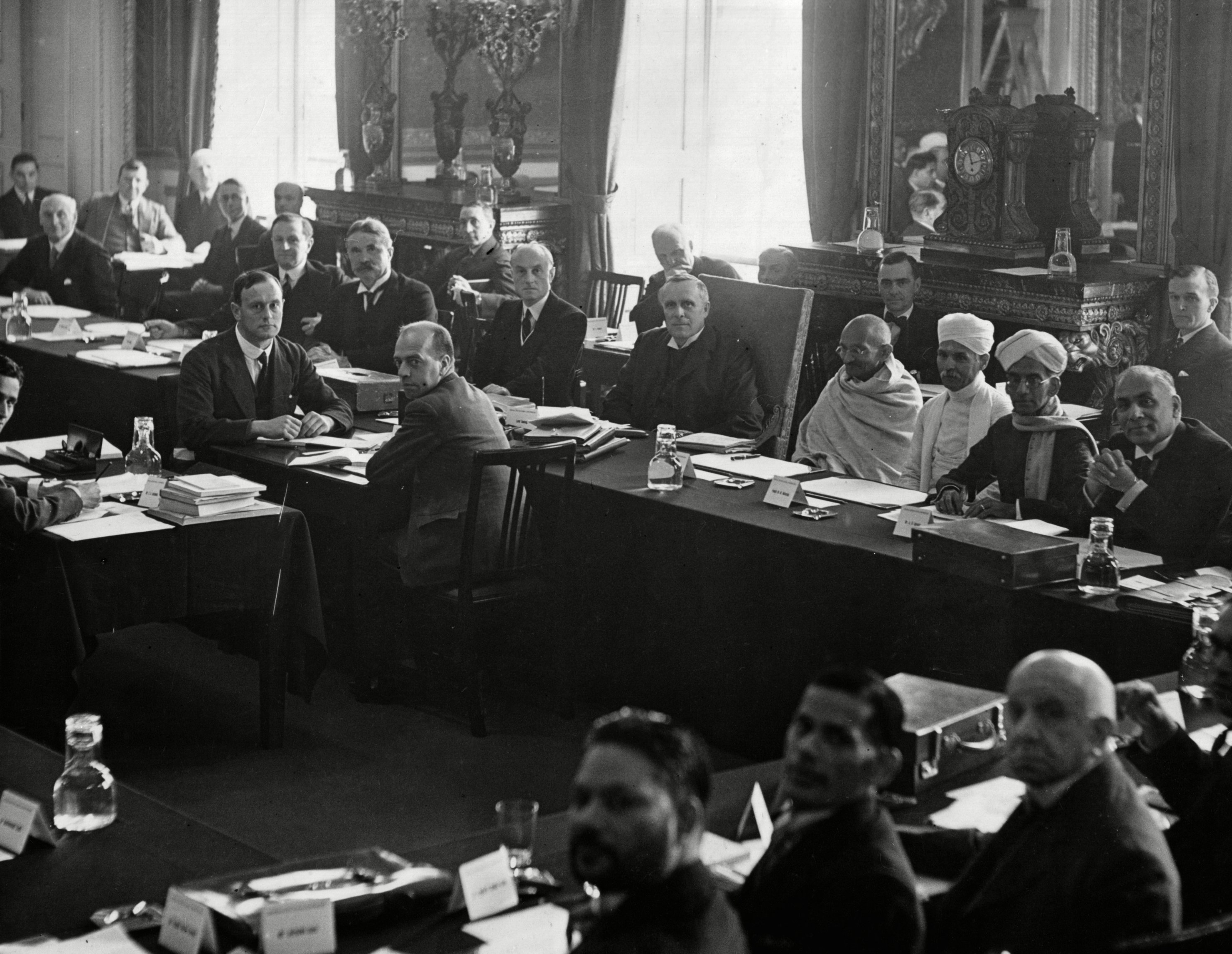
Der britische Premierminister Ramsay MacDonald rechts von Mahatma Gandhi auf der Zweiten Round-Table-Konferenz in London, Oktober 1931. Vierter von links im Vordergrund ist B. R. Ambedkar, der Vertreter der Dalit („Depressed Classes“).

Nach der weitgehend ergebnislosen ersten Konferenz kam die britische Regierung zu der Einsicht, dass eine Konferenz ohne Beteiligung des Indischen Nationalkongresses nicht erfolgversprechend sein könne. Gandhi wurde aus der Haft entlassen und stimmte einem Treffen mit dem britischen Vizekönig Lord Irwin zu. Auf dem Treffen am 5. März 1931 einigten sich beide auf die Einstellung der Bewegung des zivilen Ungehorsams und auf die Abhaltung einer zweiten Konferenz unter Beteiligung des Kongresses. Am 29. August 1931 schiffte sich Gandhi in Bombay ein, um an der Konferenz in London teilzunehmen. Kurz vor Beginn der Konferenz kam es im Vereinigten Königreich zwischen dem 11. und dem 24. August 1931 vor allem unter dem Druck der Weltwirtschaftskrise zu einer Regierungskrise. Premierminister MacDonald bildete eine „Nationale Regierung“ unter Beteiligung der Konservativen und Liberalen. Er wurde daraufhin aus der Labour Party ausgeschlossen. Die neue konservativ dominierte Regierung stand den indischen Autonomiebestrebungen wesentlich skeptischer gegenüber als die frühere Labour-Regierung. Neuer Verhandlungsführer auf britischer Seite als Secretary of State for India wurde Samuel Hoare anstelle des bisherigen Wedgwood Benn. Auf der Konferenz erhob Gandhi den Anspruch, dass der Kongress für alle Bewohner Indiens spräche. Die Einschätzung wurde von anderen indischen Delegierten, insbesondere denen der Fürstenstaaten zurückgewiesen. Grundsätzlich einigte man sich in den Diskussionen auf ein Zweikammersystem, bei dem zum einen Delegierte in den Provinzen Britisch-Indiens für die erste Kammer gewählt werden sollten, während in der zweiten Kammer die Vertreter der Fürstenstaaten sitzen sollten. Bei der Verteilung der Stimmgewichte gab es kontroverse Standpunkte. Die Vertreter der Fürstenstaaten, die etwa 2/5 der Landmasse und etwa ein Viertel der Bevölkerung Britisch-Indiens ausmachten, forderten ein deutlich größeres politisches Gewicht, als diesen Zahlenverhältnissen entsprach. Dagegen opponierten unter anderem die muslimischen Vertreter, die befürchteten, dadurch noch mehr durch die Hindus minorisiert zu werden.
Hinsichtlich der Ansprüche der indischen Minderheiten (Muslime, Sikhs, die unterprivilegierten Kasten, deren Anliegen von Bhimrao Ramji Ambedkar vertreten wurden) stellte sich die britische Regierung auf den Standpunkt, dass dies in inner-indisches Problem sei und zunächst zwischen den verschiedenen Vertretern dieser Gruppierungen eine Einigung erzielt werden müsse. Gandhi war strikt gegen eine kommunalistische Aufteilung der Wählerstimmen in verschiedene Wählerklassen, in dem Sinne, dass muslimische Abgeordnete nur durch die Muslime gewählt werden sollten etc. und nannte dies eine „Vivisektion der gesetzgebenden Versammlung“ („a vivisection of the Legislature“). Er sprach sich für gemeinsame Wahlkreise für alle Bevölkerungsgruppen aus, wobei einige Wahlkreise für Minderheiten reserviert sein sollten, um deren anteilsmäßige Vertretung zu gewährleisten. Die Muslim-Delegierten waren gegen eine solche Lösung. Im Zentrum des Problems standen die beiden großen Provinzen Punjab und Bengalen, in denen die Muslime jeweils eine knappe Mehrheit hatten, die die Muslim-Vertreter gerne institutionell festgeschrieben hätten. Zum Erstaunen und zur Enttäuschung Gandhis waren auch die Vertreter der Dalits gegen die von Gandhi favorisierte Lösung und verlangten eine eigene Repräsentation. Die Konferenz wurde überschattet von Berichten über schwere gewalttätige Auseinandersetzungen zwischen Muslimen und Hindus in Kaschmir und zwischen verschiedenen Kastenangehörigen und Kastenlosen in der Umgebung von Nasik in der Präsidentschaft Bombay. Gegen Ende der Verhandlungen gestand Gandhi zerknirscht ein, dass es nicht gelungen war, eine Einigung zwischen den Vertretern der indischen Minderheiten herbeizuführen. Gegen Ende der Konferenz geriet diese zunehmend aus dem Fokus des öffentlichen Interesses, da Premierminister MacDonald mittlerweile die Abhaltung der Unterhauswahl für den 27. Oktober 1931 angekündigt hatte und sich die Berichterstattung darauf konzentrierte.
Trotzdem gelang es unter dem Präsidium von Lordkanzler Sankey, die Konferenz zu einem gewissen Abschluss zu bringen. Es wurde beschlossen, dass in Indien zukünftig ein Zweikammersystem mit einem Oberhaus oder Senat und einem Unterhause eingerichtet werden sollte. Das Oberhaus sollte aus 200 Mitgliedern bestehen, von denen 120 durch die Provinzialregierungen der Provinzen und 80 durch die Fürstenstaaten entsandt werden sollten. Das Unterhaus sollte gewählt werden, und zwar so, dass 100 Mitglieder in den Fürstenstaaten und 200 Mitglieder in den Provinzen gewählt würden. Genaue Provisionen, wie die Mitglieder des Unterhauses gewählt werden sollten, wurden nicht getroffen. Ein allgemeines Wahlrecht stand jedoch nicht zur Diskussion. Den Fürstenstaaten wurde selbst überlassen, ihren Wahlmodus zu regeln. Auch die Frage der Repräsentation der Minderheiten blieb ungeklärt. In den Fragen der zukünftigen Finanzverwaltung, der Justiz und der Verteidigung wurden Fortschritte erzielt, aber keine abschließenden Lösungen gefunden.
Letztlich wurde die Konferenz als weitgehender Fehlschlag beurteilt, da sie wenig konkrete Änderungen zur Folge hatte. Nach der Rückkehr Gandhis nach Indien lebte die Bewegung des zivilen Ungehorsams wieder auf und Gandhi wurde am 3. Januar 1932 mit anderen Führern des Kongresses erneut in Haft genommen.

## Dritte Konferenz (November–Dezember 1932)
Die dritte Konferenz (17. November–24. Dezember 1932) war kürzer und weniger bedeutend, sie wurde weder von der indischen Kongresspartei noch von der britischen Labour Party besucht. 
Das Ergebnis dieser Beratungen war der Government of India Act 1935 (Gesetz über die Regierung Indiens von 1935), der eine Autonomie der Provinzen und auch ein föderales System einrichtete, was aber nur teilweise umgesetzt wurde.

## Teilnehmer

### Teilnehmer der 1. Konferenz
Im Folgenden sind die Teilnehmer der Konferenz November 1930 bis Januar 1931 aufgeführt.
- Vertreter der britischen Kolonialmacht:
  - Labour: Ramsay MacDonald, Lord Sankey, Wedgwood Benn, Arthur Henderson, James Henry Thomas, William Jowitt, Hastings Lees-Smith, Earl Russell
  - Conservative: Earl Peel, Marquess of Zetland, Samuel Hoare, Oliver Stanley
  - Liberal: Marquess of Reading, Marquess of Lothian, Robert Hamilton, Isaac Foot

- Vertreter der indischen Fürstenstaaten:

Jai Singh Prabhakar, Maharaja von Baroda, Nawab von Bhopal, Maharaja von Bikaner, Rana von Dholpur, Maharaja von Jammu und Kashmir, Maharaja von Nawanagar, Maharaja von Patiala (Kanzler der Fürstenkammer), Maharaja von Rewa, Chief Sahib von Sangli, Sir Prabhashankar Pattani (Bhavnagar), Manubhai Mehta (Baroda), Sardar Sahibzada Sultan Ahmed Khan (Gwalior), Akbar Hydari (Hyderabad), Mirza Ismail (Mysore), Col. Kailas Narain Haksar (Jammu and Kashmir)
- Britisch-Inder, d. h. Vertreter verschiedener gesellschaftlicher Gruppen Britisch-Indiens
  - Muslime: Aga Khan III. (Führer der britisch-indischen Delegation), Maulana Mohammad Ali, Muhammad Shafi, Muhammad Ali Jinnah, Muhammad Zafrullah Khan, A. K. Fazlul Huq, Hafiz Hidayat Hussain, Shafa'at Ahmad Khan, Raja Sher Muhammad Khan of Domeli, A. H. Ghuznavi
  - Hindus: B. S. Moonje, M. R. Jayakar, Diwan Bahadur Raja Narendra Nath
  - Liberale: J. N. Basu, Tej Bahadur Sapru, C. Y. Chintamani, V. S. Srinivasa Sastri, Chimanlal Harilal Setalvad
  - Justice Party: Arcot Ramasamy Mudaliar, Bhaskarrao Vithojirao Jadhav, Sir A. P. Patro
  - Unterdrückte Kasten: B. R. Ambedkar, Rettamalai Srinivasan
  - Sikhs: Sardar Ujjal Singh, Sardar Sampuran Singh
  - Parsen: Phiroze Sethna, Cowasji Jehangir, Homi Mody
  - Indische Christen: A. T. Pannirselvam
  - Europäer: Sir Hubert Carr, Sir Oscar de Glanville (Burma), T. F. Gavin Jones, C. E. Wood (Madras)
  - Anglo-Inder: Henry Gidney
  - Frauen: Begum Jahanara Shahnawaz, Radhabai Subbarayan
  - Landbesitzer: Maharaja Kameshwar Singh von Darbhanga (Bengalen), Muhammad Ahmad Said Khan Chhatari (United Provinces), Raja von Parlekhmundi (Orissa), Provash Chandra Mitter
  - Arbeiterorganisationen: N. M. Joshi, B. Shiva Rao
  - Universitäten Britisch-Indiens: Syed Sultan Ahmed, Bisheshwar Dayal Seth,
  - Burma: U Aung Thin, Ba U, M. M. Ohn Ghine
  - Sindh: Shah Nawaz Bhutto, Ghulam Hussain Hidayatullah
  - Andere Provinzen: Chandradhar Barua (Assam), Sahibzada Abdul Qayyum (North West Frontier), S. B. Tambe (Central Provinces)
  - Regierung Britisch-Indiens: Narendra Nath Law, Bhupendra Nath Mitra, C. P. Ramaswami Iyer, M. Ramachandra Rao

- Offizielle Teilnehmer in beratender Funktion:

W. M. Hailey, C. A. Innes, A. C. MacWatters, H. G. Haig, L. W. Reynolds
- Mitarbeiter der Fürstenstaaten-Delegierten:
  - Hyderabad: Sir Richard Chenevix-Trench, Nawab Mahdi Yar Jung, Ahmed Hussain, Nawab Sir Amin Jung Bahadur, Sir Reginald Glancy
  - Südindische Staaten: T. Raghavaiah
  - Baroda: V. T. Krishnamachari
  - Staaten in Orissa: K. C. Neogy
  - durch die Fürstenkammer nominiert: L. F. Rushbrook Williams, Qazi Ali Haidar Abbasi, Jarmani Dass, A. B. Latthe, D. A. Surve

- Sekretäre:

S. K. Brown, V. Dawson, K. S. Fitze, W. H. Lewis, R. J. Stopford, J. Coatman, Marmaduke Pickthall, K. M. Panikkar, N. S. Subba Rao, Geoffrey Corbett, A. Latifi, Girija Shankar Bajpai
- Generalsekretäre: R. H. A. Carter, Mian Abdul Aziz, W. D. Croft, G. E. J. Gent, B. G. Holdsworth, R. F. Mudie, G. S. Rajadhyaksha

### Teilnehmer der 2. Konferenz
Die Teilnehmer der zweiten Konferenz vom September bis Dezember 1931 waren die folgenden Personen:
- Vertreter der britischen Kolonialmacht:
  - Labour: Ramsay MacDonald, Wedgwood Benn, Arthur Henderson, William Jowitt, Hastings Lees-Smith, F. W. Pethick-Lawrence, Lord Sankey, Lord Snell, J. H. Thomas
  - Conservatives: Viscount Hailsham, Samuel Hoare, Earl Peel, Oliver Stanley, Marquess of Zetland
  - Scottish Unionist: Walter Elliot
  - Liberal: Isaac Foot, Henry Graham White, Robert Hamilton, Marquess of Lothian, Marquess of Reading,

- Vertreter der indischen Fürstenstaaten:

Maharaja von Alwar, Maharaja von Baroda, Nawab von Bhopal, Maharaja von Bikaner, Maharao von Cutch, Rana von Dholpur, Maharaja von Indore, Maharaja von Jammu und Kashmir, Maharaja von Kapurthala, Maharaja von Nawanagar, Maharaja von Patiala, Maharaja von Rewa, Chief Sahib von Sangli, Raja von Korea, Raja von Sarila, Sir Prabhashankar Pattani (Bhavnagar), Manubhai Mehta (Baroda), Sardar Sahibzada Sultan Ahmed Khan (Gwalior), Sir Muhammad Akbar Hydari (Hyderabad), Mirza Ismail (Mysore), Col. K.N. Haksar (Jammu und Kashmir), T. Raghavaiah (Travancore), Liaqat Hayat Khan (Patiala)
- Britisch-Inder, d. h. Vertreter verschiedener gesellschaftlicher Gruppen Britisch-Indiens:

Aga Khan III., C. P. Ramaswami Iyer, Syed Ali Imam, Maulana Shaukat Ali, B. R. Ambedkar, Chandradhar Barua, J. N. Basu, E. C. Benthall, Shah Nawaz Bhutto, Ghanshyam Das Birla, Raja von Bobbili, Sir Hubert Carr, C. Y. Chintamani, Muhammad Ahmad Said Khan Chhatari, Maneckji Dadabhoy, Maulvi Muhammad Shafi Daudi, Kameshwar Singh von Darbhanga, Surendra Kumar Datta, Raja Sher Muhammad Khan von Domeli, A. K. Fazlul Huq, Mahatma Gandhi, A. H. Ghuznavi, Henry Gidney, Sir Padamji Ginwala, V. V. Giri, Ghulam Hussain Hidayatullah, Hafiz Hidayat Hussain, Muhammad Iqbal, A. Rangaswami Iyengar, Bhaskarrao Vithojirao Jadhav, Jamal Muhammad, M. R. Jayakar, Cowasji Jehangir, Muhammad Ali Jinnah, T. F. Gavin Jones, N. M. Joshi, Narendra Nath Law, Madan Mohan Malaviya, Nawab Sahibzada Sayed Muhammad Mehr Shah, Sir Provash Chandra Mitter, Homi Mody, B. S. Moonje, Arcot Ramasamy Mudaliar, Sarojini Naidu, Diwan Bahadur Raja Narendra Nath, Sayed Muhammad Padshah Saheb Bahadur, A. T. Pannirselvam, Raja von Parlakimedi, Sir A. P. Patro, Sahibzada Abdul Qayyum, M. Ramachandra Rao, B. Shiva Rao, Syed Sultan Ahmed, Tej Bahadur Sapru, Muhammad Shafi, Sardar Sampuran Singh, V. S. Srinivasa Sastri, Chimanlal Harilal Setalvad, Bisheshwar Dayal Seth, Phiroze Sethna, Shafa'at Ahmad Khan, Begum Jahanara Shahnawaz, Rettamalai Srinivasan, Radhabai Subbarayan, S. B. Tambe, Purshotamdas Thakurdas, Sardar Ujjal Singh, C. E. Wood, Muhammad Zafarullah Khan
- Mitarbeiter der Fürstenstaaten-Delegierten:

V. T. Krishnamachari (Baroda), Richard Chenevix-Trench (Hyderabad), Nawab Mahdi Yar Jung (Hyderabad), S. M. Bapna (Indore), Amar Nath Atal (Jaipur), J. W. Young (Jodhpur), Ram Chandra Kak (Jammu and Kashmir), Sahibzada Abdus Samad Khan (Rampur), K. C. Neogy (Orissa states), L. F. Rushbrook Williams, Jarmani Dass, Muhammad Saleh Akbar Hydari, K. M. Panikkar, N. Madhava Rao
- Mitarbeiter der britischen Delegierten:

H. G. Haig, V. Dawson, K. S. Fitze, J. G. Laithwaite, W. H. Lewis, P. J. Patrick, J. Coatman, G. T. Garratt, R. J. Stopford
- Mitarbeiter der britisch-indischen Delegierten:

Geoffrey Corbett, A. Latifi, Girija Shankar Bajpai, Benegal Rama Rau, Syed Amjad Ali, Aly Khan, A. M. Chaudhury, Mahadev Desai, Govind Malaviya, K. T. Shah, P. Sinha
- Generalsekretäre:

R. H. A. Carter, K. Anderson, C. D. Deshmukh, J. M. Sladen, Hugh MacGregor, G. F. Steward, A. H. Joyce, Syed Amjad Ali, Ram Babu Saksena

### Teilnehmer der 3. Konferenz
An der dritten Konferenz im November/Dezember 1932 nahmen folgende Personen teil:
- Vertreter der indischen Fürstenstaaten:

Akbar Hydari (Dewan von Hyderabad), Mirza Ismail (Dewan von Mysore), V. T. Krishnamachari (Dewan von Baroda), Wajahat Hussain (Jammu and Kashmir), Sir Sukhdeo Prasad (Udaipur, Jaipur, Jodhpur), J. A. Surve (Kolhapur), Raja Oudh Narain Bisarya (Bhopal), Manubhai Mehta (Bikaner), Nawab Liaqat Hayat Khan (Patiala), L. F. Rushbrook Williams (Nawanagar), Raja von Sarila (kleine Staaten)
- Vertreter der Britisch-Inder:

Aga Khan III, B. R. Ambedkar (unterdrückte Kasten), Ramakrishna Ranga Rao von Bobbili, Sir Hubert Carr (Europäer), Nanak Chand Pandit, A. H. Ghuznavi, Henry Gidney (Anglo-Inder), Hafiz Hidayat Hussain, Muhammad Iqbal, M. R. Jayakar, Cowasji Jehangir, N. M. Joshi (Arbeiter), Narasimha Chintaman Kelkar, Arcot Ramasamy Mudaliar, Begum Jahanara Shahnawaz (Frauen), A. P. Patro, Tej Bahadur Sapru, Shafa'at Ahmad Khan, Sir Shadi Lal, Tara Singh Malhotra, Sir Nripendra Nath Sircar, Sir Purshottamdas Thakurdas, Muhammad Zafarullah Khan